# تل شط کهره دان
تل شط کهره دان مربوط به سده‌های اولیه دوران‌های تاریخی پس از اسلام است و در شهرستان فراشبند، بخش مرکزی، دهستان آویز، ۲ کیلومتری شرق روستای اسلام‌آباد، سمت چپ جاده واقع شده و این اثر در تاریخ ۱۵ دی ۱۳۸۷ با شمارهٔ ثبت ۲۴۲۱۴ به‌عنوان یکی از آثار ملی ایران به ثبت رسیده است.